# Stonington (Maine)
Stonington – miasto w Stanach Zjednoczonych, w stanie Maine, w hrabstwie Hancock.